# Jacques L’Aumonier
Jacques L’Aumonier, Marquis von Varenne (* 1641 Faux bei Reims; † 2. Dezember 1717 in Berlin) war ein preußischer
Generalleutnant, Chef des Regiments „Varenne zu Fuß“ und Gouverneur der Festung Peitz.

## Leben

### Familie
Er entstammt einer bedeutenden Familie. Seine Eltern waren der französische Generalleutnant Jacques de Varennes und dessen Ehefrau Marthe du Fay.

### Militärkarriere
Der französische König Ludwig XIV. war sein Pate und schon an der Wiege wurde er zum Hauptmann über eine Kompanie ernannt. Bis zum Jahr 1685 stieg er zum Oberstleutnant auf. Aber mit der Aufhebung des Edikts von Nantes musste er Frankreich verlassen und kam mit anderen Offizieren – darunter sein Sohn – zunächst nach Frankfurt am Main. Dort wurde er als Oberst in das Heer des Kurfürsten Friedrich Wilhelm übernommen. So kam er bereits im März 1686 des Jahres nach Berlin und erhielt den Auftrag ein Regiment mit 16 Kompanien aus französischen Migranten aufzustellen.
Schon bald hatte er acht Kompanien zu je 50 Mann in Soest zusammengestellt. Sie bildeten das 1. Bataillon des Regiments. Bald waren acht weitere Kompanien angeworben und bildeten das 2. Bataillon. Dazu kam noch eine Kompanie Kadetten. So kam es, dass in seinem Regiment „Varenne zu Fuß“ nicht nur die Offiziere französische Flüchtlinge waren, sondern auch fast alle der einfachen Soldaten. Als Kurfürst Friedrich Wilhelm am 12. September 1688 zu Grabe getragen wurde, war der Marquis Varenne Bannerträger für das Herzogtum Preußen. Der Nachfolger des Kurfürsten Friedrich I. ernannte ihn 1690 zum Generalmajor.
Im Jahr 1701 ging das Regiment in holländische Dienste. Es kämpfte in Flandern. Am 31. März 1703 wurde er zum Generalleutnant befördert und kämpfte bei Höchstädt. 1705 bat er um die Erlaubnis in venezianische Dienste gehen zu dürfen, das wurde vom Kurfürsten aber abgelehnt. Das Regiment konnte sich noch in der blutigen Schlacht bei Malplaquet auszeichnen. Im Jahr 1715 gab er sein Regiment aus Altersgründen ab und wurde Gouverneur der Festung Peitz. Er starb 1717 in Berlin.

### Familie
Er war mehrfach verheiratet. Seine erste Frau war Anna-Henriette d’Orthe, die er am 27. April 1665 heiratete. Er hatte mit ihr mehrere Kinder und ließ sich aber um 1693 in einem Aufsehen erregenden Prozess scheiden.
Danach war er mit Maria Isabelle von Vehlen (* 24. Januar 1660) verheiratet, aber die Ehe wurde nicht anerkannt. Das Paar hatte einen Sohn und mehrere Töchter, darunter:
- Friedrich Wilhelm (1698–1744) ⚭ 1721 Sabine Luise von Rochow (1699–1756)